# ISIN
ISIN staat voor International Securities Identification Number. Het is een alfanumerieke code bestaande uit 12 posities die een verhandelbare financiële waarde (effecten) wereldwijd uniek identificeert.

## Verklaring code
De structuur van de ISIN is vastgelegd in ISO-6166. De code bestaat uit drie (3) delen:
- Land van uitgifte (posities 1-2): twee letters die aangeven in welk land het effect uitgegeven is. Hiervoor wordt de Alpha-2 code zoals gedefinieerd in ISO-3166-1 gebruikt (voor Nederland NL, voor België BE). Het land van uitgifte kan verschillend zijn van het land waarin de rechtspersoon waarop het effect betrekking heeft zijn zetel heeft. Zo kunnen bedrijfsobligaties, bijvoorbeeld om belastingsredenen, door een bedrijf in een ander land dan het eigene uitgegeven worden. Effecten met een “Europees” karakter, meestal met een clearing in Euroclear of Clearstream, krijgen de landcode “XS”.
- NSIN of National Securities Identification Number (posities 3-11), toegekend door het National Numbering Agency (NNA). In Noord-Amerika is het NSIN de CUSIP-code, in Groot-Brittannië en Ierland is het de SEDOL-code, in Duitsland het WKN.
- Controlecijfer (positie 12). Het controlecijfer wordt via de zogenaamde 'Modulus 10 Double-Add-Double' methode berekend uit de code zonder controlecijfer:

1. Vervang alle letters door 9 plus hun plaats in het alfabet (A=10, B=11...).
Voorbeeld voor Telindus (ISIN: BE0003788057) - code BE000378805 wordt 1114000378805
2. Neem de 7 cijfers van de oneven posities en de 6 cijfers in de even posities in aparte groepjes.
In het voorbeeld respectievelijk (1, 1, 0, 0, 7, 8, 5) en (1, 4, 0, 3, 8, 0).
De oneven/even posities worden bepaald door te tellen vanaf rechts; in dit voorbeeld maakt het niet uit, maar vaak wel
3. Vermenigvuldig de cijfers van de oneven groep met 2. Die van de even groep laat je ongemoeid.
In het voorbeeld: (2, 2, 0, 0, 14, 16, 10) en (1, 4, 0, 3, 8, 0).
4. Tel alle cijfers bij elkaar op.
In het voorbeeld: (2 + 2 + 0 + 0 + 1 + 4 + 1 + 6 + 1 + 0) + (1 + 4 + 0 + 3 + 8 + 0) = 33
5. Het controlecijfer is het cijfer dat bij het verkregen getal opgeteld een 10-voud geeft.
In het voorbeeld 7, want 33 + 7 = 40.

Het ISIN zegt principieel niets over de aard van het effect (tenzij het NSIN-gedeelte dit zou doen), en geeft ook geen indicatie over de effectenbeurs of markt waar het verhandeld wordt, noch over de valuta waarin de prijs eventueel bepaald wordt. Dit geeft aanleiding tot een aantal problemen. Zo wordt het aandeel van DaimlerChrysler AG. (ISIN DE0007100000) wereldwijd op twaalf beurzen verhandeld, en dit in vijf verschillende munten.
De regels voor het toekennen van de ISIN worden vastgelegd door de ANNA (Association of National Numbering Agencies). Er zijn hierbij aanzienlijke verschillen tussen de beleggingsinstrumenten: voor warranten wordt de ISIN bepaald door het land waarin de uitgever gevestigd is, voor schuldinstrumenten (obligaties) is de ISIN afhankelijk van de voornaamste markt die men wil aanspreken.